# Општина Салватијера (Гванахуато)
Салватијера (шп. Salvatierra) општина је у Мексику у савезној држави Гванахуато. Општина се налази на надморској висини од 1759 м.

## Становништво
Према подацима из 2010. у општини је живело 97054 становника.

### Хронологија
| Година       | 2000                  | 2005                  | 2010                  |
| ------------ | --------------------- | --------------------- | --------------------- |
| Становништво | 94558 (44161 / 50397) | 92411 (42918 / 49493) | 97054 (45885 / 51169) |

### Попис
| \| \| м \| \| \| ж \| \| 0—2 \| 2.600 \| \| \| 2.516 \| \| 3—5 \| 2.626 \| \| \| 2.588 \| \| 6—11 \| 5.454 \| \| \| 5.351 \| \| 12—14 \| 2.914 \| \| \| 2.745 \| \| 15—17 \| 2.866 \| \| \| 3.009 \| \| 18—24 \| 5.440 \| \| \| 6.417 \| \| 60+ \| 6.343 \| \| \| 7.117 \| \| Просек : \| 30,1 \| \| \| 31,3 \| |       |  |  |       |
| |       |  |  |       |
| | м     |  |  | ж     |
| 0—2 | 2.600 |  |  | 2.516 |
| 3—5 | 2.626 |  |  | 2.588 |
| 6—11 | 5.454 |  |  | 5.351 |
| 12—14 | 2.914 |  |  | 2.745 |
| 15—17 | 2.866 |  |  | 3.009 |
| 18—24 | 5.440 |  |  | 6.417 |
| 60+ | 6.343 |  |  | 7.117 |
| Просек : | 30,1  |  |  | 31,3  |

| #   | Индикатор                                                                                        | Вредност |
| --- | ------------------------------------------------------------------------------------------------ | -------- |
| 1   | Становништво од 0 до 2 године                                                                    | 5116     |
| 2   | Мушко становништво од 0 до 2 године                                                              | 2600     |
| 3   | Женско становништво од 0 до 2 године                                                             | 2516     |
| 4   | Становништво са 3 и више година                                                                  | 91655    |
| 5   | Мушко становништво са 3 и више година                                                            | 43144    |
| 6   | Женско становништво са 3 и више година                                                           | 48511    |
| 7   | Становништво са 5 и више година                                                                  | 88186    |
| 8   | Мушко становништво са 5 и више година                                                            | 41429    |
| 9   | Женско становништво са 5 и више година                                                           | 46757    |
| 10  | Становништво са 12 и више година                                                                 | 75636    |
| 11  | Мушко становништво са 12 и више година                                                           | 35064    |
| 12  | Женско становништво са 12 и више година                                                          | 40572    |
| 13  | Становништво са 15 и више година                                                                 | 69977    |
| 14  | Мушко становништво са 15 и више година                                                           | 32150    |
| 15  | Женско становништво са 15 и више година                                                          | 37827    |
| 16  | Становништво са 18 и више година                                                                 | 64102    |
| 17  | Мушко становништво са 18 и више година                                                           | 29284    |
| 18  | Женско становништво са 18 и више година                                                          | 34818    |
| 19  | Становништво од 3 до 5 година                                                                    | 5214     |
| 20  | Мушко становништво од 3 до 5 година                                                              | 2626     |
| 21  | Женско становништво од 3 до 5 година                                                             | 2588     |
| 22  | Становништво од 6 до 11 година                                                                   | 10805    |
| 23  | Мушко становништво од 6 до 11 година                                                             | 5454     |
| 24  | Женско становништво од 6 до 11 година                                                            | 5351     |
| 25  | Становништво од 8 до 14 година                                                                   | 13018    |
| 26  | Мушко становништво од 8 до 14 година                                                             | 6643     |
| 27  | Женско становништво од 8 до 14 година                                                            | 6375     |
| 28  | Становништво од 12 до 14 година                                                                  | 5659     |
| 29  | Мушко становништво од 12 до 14 година                                                            | 2914     |
| 30  | Женско становништво од 12 до 14 година                                                           | 2745     |
| 31  | Становништво од 15 до 17 година                                                                  | 5875     |
| 32  | Мушко становништво од 15 до 17 година                                                            | 2866     |
| 33  | Женско становништво од 15 до 17 година                                                           | 3009     |
| 34  | Становништво од 18 до 24 године                                                                  | 11857    |
| 35  | Мушко становништво од 18 до 24 године                                                            | 5440     |
| 36  | Женско становништво од 18 до 24 године                                                           | 6417     |
| 37  | Женско становништво од 15 до 49 година                                                           | 26193    |
| 38  | Становништво са 60 и више година                                                                 | 13460    |
| 39  | Мушко становништво са 60 и више година                                                           | 6343     |
| 40  | Женско становништво са 60 и више година                                                          | 7117     |
| 41  | Однос између мушкараца и жена                                                                    | 89.67    |
| 42  | Становништво од нуле до 14 година                                                                | 26794    |
| 43  | Становништво од 15 до 64 године                                                                  | 59858    |
| 44  | Становништво од 65 година и више                                                                 | 10119    |
| 45  | Просечан број деце                                                                               | 2.73     |
| 46  | Становништво рођено у ентитету                                                                   | 90544    |
| 47  | Мушко становништво рођено у ентитету                                                             | 42708    |
| 48  | Женско становништво рођено у ентитету                                                            | 47836    |
| 49  | Становништво рођено у другом ентитету                                                            | 4902     |
| 50  | Мушко становништво рођено у другом ентитету                                                      | 2400     |
| 51  | Женско становништво рођено у другом ентитету                                                     | 2502     |
| 52  | Становништво од 5 година и више резидентно у ентитету у јуну 2005. године                        | 84579    |
| 53  | Мушко становништво старосног доба од 5 година и више, резидентно у ентитету у јуну 2005. године  | 38991    |
| 54  | Женско становништво старосног доба од 5 и више година, резидентно у ентитету у јуну 2005. године | 45588    |
| 55  | Становништво од 5 година и више које је живело у другом ентитету у јуну 2005. године             | 868      |
| 56  | Мушко становништво старије од 5 година које је живело у другом ентитету у јуну 2005. године      | 444      |
| 57  | Женско становништво старије од 5 година које је живело у другом ентитету у јуну 2005. године     | 424      |
| 58  | Становништво од 3 године и више које говори аутохтони језик                                      | 284      |
| 59  | Мушко становништво старо 3 године и више које говори аутохтони језик                             | 158      |
| 60  | Женско становништво старо 3 године и више које говори аутохтони језик                            | 126      |
| 61  | Становништво од 3 године и више које говори аутохтони језик и не говори шпански језик            | 1        |
| 62  | Мушко становништво старо 3 године и више које говори аутохтони језик и не говори шпански         | 0        |
| 63  | Женско становништво старо 3 године и више које говори аутохтони језик и не говори шпански језик  | 1        |
| 64  | Становништво старо 3 године и више које говори аутохтони језик и шпански                         | 67       |
| 65  | Мушко становништво старо 3 године и више које говори аутохтони језик и шпански                   | 37       |
| 66  | Женско становништво старо 3 године и више које говори аутохтони језик и шпански                  | 30       |
| 67  | Становништво од 5 година и више које говори аутохтони језик                                      | 276      |
| 68  | Становништво од 5 година и више које говори аутохтони језик и не говори шпански језик            | 1        |
| 69  | Становништво од 5 година и више које говори аутохтони језик и говори шпански језик               | 67       |
| 70  | Становништво у домородачким домаћинствима                                                        | 604      |
| 71  | Становништво са ограничењима у активностима                                                      | 5105     |
| 72  | Становништво са ограниченим ходањем или кретањем, горе или доле                                  | 2915     |
| 73  | Становници са ограничењима вида, чак и уз кориштење сочива                                       | 1285     |
| 74  | Становништво са ограничењима говора, комуникације или конверзације                               | 346      |
| 75  | Становништво са ограниченим слухом                                                               | 567      |
| 76  | Становништво са ограничењима при одевању, купању или јелу                                        | 180      |
| 77  | Становништво са ограничењима у опажању или учењу једноставних ствари                             | 144      |
| 78  | Становништво са менталним ограничењима                                                           | 538      |
| 79  | Становништво без ограничења активности                                                           | 91116    |
| 80  | Становништво од 3 до 5 година које не похађа школу                                               | 2419     |
| 81  | Мушко становништво од 3 до 5 година које не похађа школу                                         | 1202     |
| 82  | Женско становништво од 3 до 5 година које не похађа школу                                        | 1217     |
| 83  | Становништво од 6 до 11 година које не похађа школу                                              | 269      |
| 84  | Мушко становништво од 6 до 11 година које не похађа школу                                        | 146      |
| 85  | Женско становништво од 6 до 11 година које не похађа школу                                       | 123      |
| 86  | Становништво од 12 до 14 година које не похађа школу                                             | 449      |
| 87  | Мушко становништво од 12 до 14 година које не похађа школу                                       | 237      |
| 88  | Женско становништво од 12 до 14 година које не похађа школу                                      | 212      |
| 89  | Становништво од 15 до 17 година похађа школу                                                     | 3623     |
| 90  | Мушко становништво од 15 до 17 година похађа школу                                               | 1703     |
| 91  | Женско становништво између 15 и 17 година живота у школи                                         | 1920     |
| 92  | Становништво од 18 до 24 године похађа школу                                                     | 2331     |
| 93  | Мушко становништво од 18 до 24 године похађа школу                                               | 1115     |
| 94  | Женско становништво од 18 до 24 године похађа школу                                              | 1216     |
| 95  | Становништво од 8 до 14 година које не може да чита и пише                                       | 326      |
| 96  | Мушко становништво старосног доба од 8 до 14 година које не може да чита и пише                  | 200      |
| 97  | Женско становништво старосног доби од 8 до 14 година које не може да чита и пише                 | 126      |
| 98  | Становништво од 15 година и више које је неписмено                                               | 8314     |
| 99  | Мушко становништво од 15 година и више које је неписмено                                         | 3494     |
| 100 | Женско становништво од 15 година и више које је неписмено                                        | 4820     |
| 101 | Становништво старо 15 и више година без школовања                                                | 9356     |
| 102 | Мушко становништво старо 15 и више година без школовања                                          | 4336     |
| 103 | Женско становништво старо 15 и више година без школовања                                         | 5020     |
| 104 | Становништво старосног доба 15 и више година са непотпуним основним образовањем                  | 13087    |
| 105 | Мушко становништво старосног доба од 15 година и више са непотпуном основним образовањем         | 5818     |
| 106 | Женско становништво старосног доба 15 и више година са непотпуном основним образовањем           | 7269     |
| 107 | Становништво старо 15 и више година са комплетним основним образовањем                           | 14402    |
| 108 | Мушко становништво старо 15 година и више са комплетним основним образовањем                     | 6454     |
| 109 | Женско становништво старо 15 и више година са комплетним основним образовањем                    | 7948     |
| 110 | Становништво старосног доба 15 и више година са непотпуним средњим образовањем                   | 3674     |
| 111 | Мушко становништво старосног доба од 15 година и више са непотпуним средњим образовањем          | 1918     |
| 112 | Женско становништво старосног доба од 15 година и више са непотпуним средњим образовањем         | 1756     |
| 113 | Становништво старо 15 и више година са пуним секундарном образовањем                             | 14771    |
| 114 | Мушко становништво старосног доба од 15 година и више са пуним секундарном образовањем           | 6705     |
| 115 | Женско становништво старосног доба од 15 година и више са пуним секундарном образовањем          | 8066     |
| 116 | Становништво старије од 18 година са постосновним образовањем                                    | 12812    |
| 117 | Мушко становништво старије од 18 година са постосновним образовањем                              | 6165     |
| 118 | Женско становништво старије од 18 година са постосновним образовањем                             | 6647     |
| 119 | Просечна оцена школовања                                                                         | 6.8      |
| 120 | Просечан ниво образовања мушке популације                                                        | 6.9      |
| 121 | Просечан ниво образовања женског становништва                                                    | 6.72     |
| 122 | Економски активно становништво                                                                   | 33978    |
| 123 | Економски активна мушка популација                                                               | 24811    |
| 124 | Економски активна женска популација                                                              | 9167     |
| 125 | Становништво које није економски активно                                                         | 41037    |
| 126 | Мушко становништво које није економски активно                                                   | 9824     |
| 127 | Женско становништво које није економски активно                                                  | 31213    |
| 128 | Запослено становништво                                                                           | 32091    |
| 129 | Запослено мушко становништво                                                                     | 23161    |
| 130 | Запослено женско становништво                                                                    | 8930     |
| 131 | Незапослена популација                                                                           | 1887     |
| 132 | Незапослена мушка популација                                                                     | 1650     |
| 133 | Незапослена женска популација                                                                    | 237      |
| 134 | Становништво без права на здравствене услуге                                                     | 29999    |
| 135 | Становништво које има право на здравствене услуге                                                | 66564    |
| 136 | Становништво које има право на ИМСС                                                              | 12873    |
| 137 | Становништво које има право на социјално осигурање                                               | 5651     |
| 138 | Становништво које има право на државно социјално осигурање                                       | 124      |
| 139 | Становништво које има право на опште осигурање или здравствено осигурање за нову генерацију      | 46534    |
| 140 | Становништво које је било једном или није било у браку током 12 година и више                    | 25585    |
| 141 | Венчано или уједињено становништво од 12 година и више                                           | 43662    |
| 142 | Становништво које је било у браку или уједињено 12 година и више                                 | 6270     |
| 143 | Становништво са католичком религијом                                                             | 92966    |
| 144 | Протестанти, еванђелисти и библијски следбеници различити од еванђелиста                         | 2385     |
| 145 | Становништво са другим религијама различитим од претходних                                       | 19       |
| 146 | Становништво без религије                                                                        | 798      |
| 147 | Укупно пописаних домаћинства                                                                     | 24664    |
| 148 | Пописна домаћинства на челу са мушкарцима                                                        | 18536    |
| 149 | Пописна домаћинства на челу са женама                                                            | 6128     |
| 150 | Становништво у пописним домаћинствима                                                            | 96690    |
| 151 | Становништво у пописним домаћинствима на челу са мушкарцима                                      | 76455    |
| 152 | Становништво у пописним домаћинствима на челу са женама                                          | 20235    |
| 153 | Укупно домаћинстава                                                                              | 33574    |
| 154 | Укупно насељених домаћинстава                                                                    | 24756    |
| 155 | Укупно приватних кућа                                                                            | 33482    |
| 156 | Насељени приватни домови                                                                         | 24664    |
| 157 | Укупно насељених приватних кућа                                                                  | 24749    |
| 158 | Ненасељене приватне куће                                                                         | 6306     |
| 159 | Појединачна домаћинства за привремену употребу                                                   | 2512     |
| 160 | Становници у насељеним приватним кућама                                                          | 96690    |
| 161 | Насељеност станара у приватним становима                                                         | 3.92     |
| 162 | Просечно становника по соби у приватним насељеним домаћинствима                                  | 1.09     |
| 163 | Појединачна домаћинства са подовима од различитих материјала од земље                            | 23303    |
| 164 | Појединачна домаћинства у приземљу                                                               | 1222     |
| 165 | Појединачна домаћинства са једном спаваћом собом                                                 | 8849     |
| 166 | Појединачна домаћинства са две спаваће собе и више                                               | 15734    |
| 167 | Појединачна домаћинства са једним собом                                                          | 1233     |
| 168 | Појединачна домаћинства са две собе                                                              | 4886     |
| 169 | Појединачна домаћинства са 3 собе и више                                                         | 18442    |
| 170 | Појединачна домаћинства која имају електрично светло                                             | 24273    |
| 171 | Појединачна домаћинства која немају електрично светло                                            | 318      |
| 172 | Појединачна домаћинства која имају водоводну воду у стамбеном простору                           | 23230    |
| 173 | Појединачна домаћинства која немају водоводну воду у стамбеном простору                          | 1334     |
| 174 | Појединачна домаћинства која имају тоалет                                                        | 23015    |
| 175 | Појединачна домаћинства која имају канализацију                                                  | 22156    |
| 176 | Појединачна домаћинства која немају канализацију                                                 | 2384     |
| 177 | Појединачна домаћинства која имају електрично светло, довод воде из јавне мреже и канализацију   | 21163    |
| 178 | Појединачна домаћинства без икаквих услова                                                       | 364      |
| 179 | Појединачна домаћинства која имају радио                                                         | 20595    |
| 180 | Појединачна домаћинства која имају телевизор                                                     | 23555    |
| 181 | Појединачна домаћинства која имају фрижидер                                                      | 20861    |
| 182 | Појединачна домаћинства која имају машину за веш                                                 | 17416    |
| 183 | Појединачна домаћинства која имају аутомобил или комби                                           | 9139     |
| 184 | Појединачна домаћинства која имају рачунар                                                       | 4078     |
| 185 | Појединачна домаћинства која имају фиксну телефонску линију                                      | 10737    |
| 186 | Појединачна домаћинства која имају мобилни телефон                                               | 11418    |
| 187 | Појединачна домаћинства која имају приступ интернету                                             | 2539     |